# Edward Redwanz
Edward Redwanz (ur. 6 kwietnia 1937 w Mokrem k. Czerska) – generał brygady WP.

## Życiorys
Syn Ludwika i Anny. Absolwent Państwowego Liceum Elektronicznego w Gdańsku (1955), elew Oficerskiej Szkoły Radiotechnicznej w Jeleniej Górze 1955–1958, następnie dowódca stacji radiolokacyjnej i technik radiolokacji w 129. Samodzielnym Pułku Artylerii Przeciwlotniczej w Szczecinie. Od wiosny 1960 kierownik warsztatów radiolokacyjnych sekcji uzbrojenia tego pułku. XII 1960–XII 1961 na kursie wojsk rakietowych Obrony Przeciwlotniczej Obszaru Kraju w Bemowie Piskim, mianowany porucznikiem i dowódcą plutonu radiotechnicznego, następnie dowódcą baterii i zastępcą dowódcy dywizjonu ds. technicznych. 1966–1968 starszy pomocnik szefa wydziału szkolenia sztabu 9 Dywizji Artylerii Obrony Powietrznej Kraju (OPK) w stopniu kapitana, 1968–1971 studiował w Akademii Sztabu Generalnego WP, po czym został majorem i dowódcą 4. Dywizjonu Rakietowego w 3 Łużyckiej Dywizji Artylerii OPK. Od września 1975 podpułkownik. 25 V 1976 – 1 VII 1981 zastępca dowódcy, a 1 VII 1981 – 6 XII 1984 dowódca 3 Łużyckiej Dywizji Artylerii OPK, od września 1981 w stopniu pułkownika. Dowodzona przez niego dywizja uzyskała wysokie oceny podczas inspekcji. 6 XII 1984 – 1 X 1987 komendant Wyższej Oficerskiej Szkoły Radiotechnicznej w Jeleniej Górze. Kierowana przez niego uczelnia została w 1985 wyróżniona za uzyskanie dobrych wyników podczas inspekcji, a w 1987 wyróżniona w rozkazie szkoleniowym MON za osiągnięcie bardzo dobrych wyników w szkoleniu. Jesienią 1987 na podstawie uchwały Rady Państwa mianowany generałem brygady; nominację wręczył mu w Belwederze przewodniczący Rady Państwa PRL gen. armii Wojciech Jaruzelski. 1 X 1987 – 1 VII 1990 dowódca 3. Korpusu OPK we Wrocławiu, przemianowanego w 1990 roku na 3. Korpus Wojsk Lotniczych i Obrony Powietrznej. 24 III 1991 – 5 V 1997 zastępca komendanta Akademii Obrony Narodowej ds. ogólnych w Warszawie, po czym został pożegnany przez ministra obrony Stanisława Dobrzańskiego i przeniesiony w stan spoczynku.
Służąc w Wojskach Obrony Powietrznej Kraju wyróżnił się podczas strzelań bojowych w złożonej sytuacji operacyjno-taktycznej, uzyskując najwyższe noty ekspertów wojskowych jako dowódca dywizji i jako dowódca korpusu. Był członkiem zespołu dowódcy WOPK zajmującego się modernizacją zestawów rakietowych i członkiem zespołu opracowującego programy szkolenia operacyjno-taktycznego.

## Awanse
W trakcie wieloletniej służby w Wojsku Polskim otrzymywał awanse na kolejne stopnie wojskowe:
- podporucznik – 1958 (promowany przez gen. bryg. pil. J. Raczkowskiego)
- porucznik – 1961
- kapitan – 1966
- major – 1971
- podpułkownik – 1975
- pułkownik – 1981
- generał brygady – 1987

## Życie prywatne
Mieszka w Warszawie. Żonaty z Krystyną z domu Hauza, dwie córki.

## Odznaczenia
- Krzyż Komandorski Orderu Odrodzenia Polski (1997)
- Krzyż Oficerski Orderu Odrodzenia Polski (1986)
- Krzyż Kawalerski Orderu Odrodzenia Polski (1979)
- Złoty Krzyż Zasługi (1972)
- Odznaka Honorowa Sybiraka (1995)
- Złoty Medal „Siły Zbrojne w Służbie Ojczyzny” (1978)
- Srebrny Medal Siły Zbrojne w Służbie Ojczyzny
- Złoty Medal „Za zasługi dla obronności kraju” (1983)
- Srebrny Medal „Za zasługi dla obronności kraju”
- Brązowy Medal „Za zasługi dla obronności kraju”
- Odznaka „Zasłużony Działacz Kultury”[2]

Jest także Zasłużonym dla województwa warszawskiego, Jeleniej Góry i Wrocławia.